# العلاقات الكوبية الكينية
العلاقات الكوبية الكينية هي العلاقات الثنائية التي تجمع بين كوبا وكينيا.

## مقارنة بين البلدين
هذه مقارنة عامة ومرجعية للدولتين:
| وجه المقارنة                                              | كوبا                              | كينيا                         |
| --------------------------------------------------------- | --------------------------------- | ----------------------------- |
| المساحة (كم2)                                             | 109.88 ألف                        | 581.31 ألف                    |
| عدد السكان (نسمة)                                         | 11.48 مليون                       | 48.47 مليون                   |
| الكثافة السكانية (ن./كم²)                                 | 104.48                            | 83.38                         |
| العاصمة                                                   | هافانا                            | نيروبي                        |
| اللغة الرسمية                                             | اللغة الإسبانية                   | اللغة السواحلية، لغة إنجليزية |
| العملة                                                    | بيزو كوبي، بيزو كوبي قابل للتحويل | شيلينغ كيني                   |
| الناتج المحلي الإجمالي (بليون دولار)                      | 87.13 مليار                       | 74.94 مليار                   |
| الناتج المحلي الإجمالي (تعادل القوة الشرائية) بليون دولار |                                   | 142.24 مليار                  |
| الناتج المحلي الإجمالي الاسمي للفرد دولار أمريكي          |                                   | 1.38 ألف                      |
| الناتج المحلي الإجمالي للفرد دولار أمريكي                 |                                   | 2.95 ألف                      |
| مؤشر التنمية البشرية                                      | 0.769                             | 0.548                         |
| رمز المكالمات الدولي                                      | +53                               | +254                          |
| رمز الإنترنت                                              | .cu                               | .ke                           |
| المنطقة الزمنية                                           | 00                                | ت ع م+03:00                   |

## منظمات دولية مشتركة
يشترك البلدان في عضوية مجموعة من المنظمات الدولية، منها:
| علم المنظمة | اسم المنظمة                                 | تاريخ انضمام كوبا | تاريخ انضمام كينيا |
| ----------- | ------------------------------------------- | ----------------- | ------------------ |
|             | منظمة التجارة العالمية                      | ?                 | 1995               |
|             | الاتحاد الدولي للاتصالات                    | 16 يناير 1918     | 11 أبريل 1964      |
|             | منظمة حظر الأسلحة الكيميائية                | ?                 | ?                  |
|             | يونسكو                                      | 29 أغسطس 1947     | 7 أبريل 1964       |
|             | الأمم المتحدة                               | 24 أكتوبر 1945    | 16 ديسمبر 1963     |
|             | الاتحاد البريدي العالمي                     | ?                 | ?                  |
|             | منظمة الشرطة الجنائية الدولية               | ?                 | ?                  |
|             | مجموعة دول أفريقيا والكاريبي والمحيط الهادئ | ?                 | ?                  |

## وصلات خارجية
- موقع وزارة الخارجية الكوبية
- موقع وزارة الخارجية الكينية